# Saint-Georges-Antignac
Saint-Georges-Antignac är en kommun i departementet Charente-Maritime i regionen Nouvelle-Aquitaine i västra Frankrike. Kommunen ligger  i kantonen Saint-Genis-de-Saintonge som ligger i arrondissementet Jonzac. År 2022 hade Saint-Georges-Antignac 407 invånare.

## Befolkningsutveckling
Antalet invånare i kommunen Saint-Georges-Antignac
Referens:INSEE